# Alpaida bicornuta
Alpaida bicornuta är en spindelart som först beskrevs av Władysław Taczanowski 1878.  Alpaida bicornuta ingår i släktet Alpaida och familjen hjulspindlar. Inga underarter finns listade i Catalogue of Life.